# Биро магичних ствари
Биро магичних ствари (енгл. The Bureau of Magical Things) је аустралијска играна комедија направљена од стране Џонатана М. Шифа, премијерно је приказана на Никелодиону 8. октобра 2018. године. Серија обухвата једну сезону са укупно 20 епизода.
У Србији, Црној Гори, Републици Српској и Северној Македонији серија је премијерно приказана 2018. године на каналу Никелодион, синхронизована на српски језик. Синхронизацију је радио студио Голд диги нет. Уводна шпица није синхронизована. Српска синхронизација нема ДВД издања.

## Улоге
| Лик              | Глумац              | Српски глас                                  |
| ---------------- | ------------------- | -------------------------------------------- |
| Кајра Глен       | Кими Цукакоши       | Наташа Поповић                               |
| Имоџен Блеквел   | Елизабет Кален      | Ивана Тењовић                                |
| Лили Риган       | Мија Милнс          | Сања Поповић                                 |
| Дара Блеквел     | Џулијан Кален       | Стојан Ђорђевић (С1) Марко Ћурчић (С2)       |
| Раски Тевала     | Рејнбоу Ведел       | Марија Огњеновић                             |
| Питер            | Џејми Картер        | Огњен Дрењанин (С1) Виктор Влајић (С2)       |
| Професор Максвел | Кристофер Сомерс    | Драган Вучелић                               |
| Матилда          | Арњика Ларкомбе-Вит | Татјана Димитријевић (С1) Марија Стокић (С2) |
| Тејла Девлин     | Маја Маден          | Ирина Арсенијевић                            |
| Стив Глен        | Стив Натион         | Лако Николић                                 |
| Орла Магвајер    | Мелани Занети       | Марија Стокић                                |
| Шон Риган        | Николас Бел         | Милан Антонић                                |
| Ела Риган        | Саманта Фицџералд   | Михаела Стаменковић                          |
| Џаред Блеквел    | Пол Бишоп           | Немања Живковић (С1) Милош Ђуричић (С2)      |
| Апиња Суринат    | Тасним Ро           | Ања Орељ                                     |

## Рејтинзи
| Сезона | Епизоде | Прва епизода     | Прва епизода       | Последња епизода  | Последња епизода   | Прос. гледаоца (милиони) |
| Сезона | Епизоде | Датум            | Гледаоци (милиони) | Датум             | Гледаоци (милиони) | Прос. гледаоца (милиони) |
| ------ | ------- | ---------------- | ------------------ | ----------------- | ------------------ | ------------------------ |
| 1      | 20      | 8. октобар 2018. | TBD                | 8. новембар 2018. | TBD                | 0.21                     |

## Спошашње везе
1. ↑  „Biro magičnih stvari”. Paramount+ (на језику: енглески).